# Kurt Vogel (Offizier)
Kurt Vogel (* 11. Oktober 1889; † unbekannt, nach 1949) war ein deutscher Offizier im Ersten Weltkrieg, Angehöriger der Garde-Kavallerie-Schützen-Division und war an der Ermordung Rosa Luxemburgs beteiligt. Er war aber nach heutigem Kenntnisstand nicht der Mörder.

## Frühe Laufbahn
Vogel diente im Ersten Weltkrieg als Fliegeroffizier. Er wurde nach Kriegsende als Oberleutnant a. D. entlassen und trat daraufhin in ein Freikorps ein, das, der Garde-Kavallerie-Schützen-Division unter Generalleutnant Heinrich von Hofmann unterstellt, in Berlin agierte.

## Ermordung Rosa Luxemburgs
Am 15. Januar 1919 waren Rosa Luxemburg und Karl Liebknecht in Berlin-Wilmersdorf entdeckt und von Angehörigen der Garde-Kavallerie-Schützen-Division in ihrem Stabsquartier im Eden-Hotel unter dem Befehl des Ersten Generalstabsoffiziers, Hauptmanns Waldemar Pabst, verhört und schwer misshandelt worden. Bei ihrem Abtransport aus dem Hotel Eden durch Angehörige der Division wurde Rosa Luxemburg im Wagen erschossen; ihre Leiche fand man später im Landwehrkanal. Jahrelang wurde der Transportführer Kurt Vogel als Todesschütze genannt. Erst 1959 wurde durch ein Geständnis Pabsts dessen Version bekannt, dass beim Abtransport der Leutnant zur See Hermann Souchon auf den Wagen aufsprang und die bereits von dem Jäger Otto Wilhelm Runge durch einen Schlag mit einem Gewehrkolben schwer verletzte Rosa Luxemburg durch einen Pistolenschuss in den Kopf tötete.

### Prozess
Ab dem 17. Januar 1919 befasste sich am Feldkriegsgericht in der Garde-Kavallerie-Schützen-Division Kriegsgerichtsrat Paul Jorns mit dem Mord an Luxemburg und Liebknecht, nachdem General Hofmann als der militärische Gerichtsherr der Division einen anderen Kriegsgerichtsrat entfernt hatte, dem Hugo Haase das Bestreben nach Objektivität bescheinigte. Ein Strafverfahren gegen mutmaßliche Täter kam zunächst nicht in Gang. Jorns ließ erst einmal Kurt Vogel und Horst von Pflugk-Harttung wieder frei.
Wilhelm Canaris, Mitglied des Stabes der Garde-Kavallerie-Schützen-Division, wurde auf Initiative von Waldemar Pabst beisitzender Richter.
KPD-Angehörige forderten seit dem 16. Februar 1919 wegen Verdunkelungsgefahr vergeblich eine unabhängige Untersuchung durch ein nichtmilitärisches Sondergericht. Hoffmann und Jorns sahen sich somit gezwungen, je zwei Mitglieder des Zentralrats der Deutschen Sozialistischen Republik und des Berliner Vollzugsrats hinzuzuziehen. Jorns selbst lehnte Anträge der zivilen Mitglieder der Untersuchungskommission ab. Nachdem die Titelseite der „Roten Fahne“ am 12. Februar die Schlagzeile: „Der Mord an Liebknecht und Luxemburg. Die Tat und die Täter“ von Leo Jogiches gebracht hatte, traten Oskar Rusch, Paul Wegmann und Hugo Struve tags darauf von der Teilnahme an der Untersuchung zurück. Nicht zurückgetreten war Hermann Wäger, der am 21. Januar für Hermann Müller eingesprungen war. Die zivilen Mitglieder der Untersuchungskommission stellten fest, dass Kriegsgerichtsrat Jorns nichts tat, um eine Verschleierung des Tatbestandes zu verhindern.
Erst im Mai 1919 wurden einige der Beschuldigten – darunter Otto Wilhelm Runge und Oberleutnant Kurt Vogel – vor ein Feldkriegsgericht ihrer eigenen Division gestellt. Die Hauptverhandlung fand vom 8. bis 14. Mai 1919 statt. Wilhelm Pieck wurde zu einem der wichtigsten Zeugen der Vorfälle im Hotel, die den Morden vorausgingen. Er und Hotelangestellte hatten die Misshandlung der dann Ermordeten und Telefonate zwischen Offizieren und ihren Vorgesetzten bemerkt. Jorns beantragte gegen die vier Offiziere, die geschossen hatten, die Todesstrafe wegen vollendeten Mordes.
Vogel wurde am 14. Mai 1919 wegen „Beseiteschaffung einer Leiche“, „vorsätzlicher unrichtiger Abstattung einer dienstlichen Meldung“ und anderer Delikte zu zwei Jahren und vier Monaten Gefängnis verurteilt. Runge erhielt eine zweijährige Gefängnisstrafe, Souchon eine Geldstrafe. Die beteiligten Offiziere Horst und Heinz von Pflugk-Harttung wurden freigesprochen. Ihr Anführer Pabst war nicht angeklagt, mögliche Auftraggeber waren nicht gesucht worden. Als Oberbefehlshaber der Truppen bestätigte Gustav Noske das Urteil persönlich mit seiner Unterschrift.

### Flucht
Am 17. Mai 1919 wies sich Canaris als „Leutnant Lindemann“ im Moabiter Gefängnis aus, legte einen von Jorns unterzeichneten Verschubbefehl für den Häftling Vogel vor, bestieg mit diesem einen Pkw und gab ihm einen von der Passstelle des Kriegsministeriums ausgestellten Ausweis auf den Namen Kurt Velsen. Vogel setzte sich in die Niederlande ab.
Hans Günther von Dincklage war als „Staatsanwalt Spatz“ mit der Untersuchung des Entweichens Vogels betraut worden. Ihm wurde mitgeteilt, dass sich Wilhelm Canaris am 17. Mai 1919 in Pforzheim mit Erika Waag verlobt habe, was er als Alibi anerkannte.

## Nachwirkung
Erst zwei Jahre nach dem Prozess gegen Vogel, Runge und andere sagte der Fahrer des Luxemburg-Wagens, Soldat Janschkow, in einem neuen Ermittlungsverfahren aus, der „dritte Mann“ sei Hermann Souchon gewesen. Souchon erschien trotz Vorladung nicht zu diesem Verfahren. Nachdem Adolf Hitler den an den Morden von Luxemburg und Liebknecht Beteiligten 1934 Amnestie und sogar Haftentschädigung gewährt hatte, gewährte das NS-Regime Otto Runge eine Haftentschädigung und Vogel eine Kur aus Steuergeldern. 
Vogel soll 1949 aus Berlin weggezogen sein, nach anderen Aussagen, verliert sich seine Spur im Westberlin der 1950er Jahre.